# Diogo de Murça

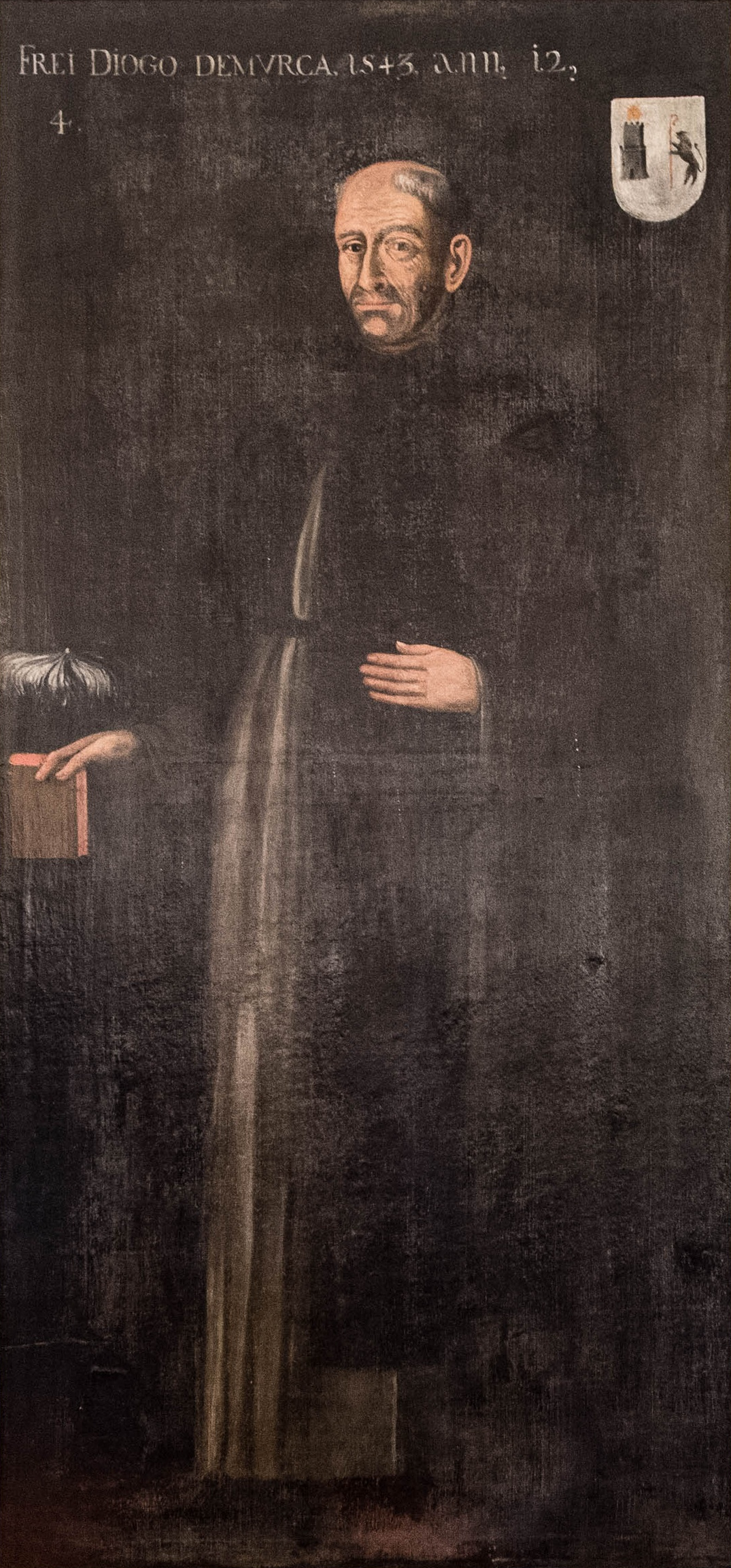
Broeder Diogo de Murça, humanist, en rector van de Universiteit van Coimbra van 1543 tot 1555

Diogo de Murça ( - Refojos de Basto, 1561), geboren Diogo Guedes of Diogo Pinto, was een Portugees humanistisch monnik, theoloog en wetenschapper. 
Hij trad toe in Penha Longa in 1513 in het klooster van de Orde van de Heilige Hiëronymus alwaar hij zijn broedernaam aannam. In 1517 vertrok hij naar Parijs om aan het Collège de Montaigu van de Artes faculteit van de Universiteit van Parijs te studeren.  Hij trok vervolgens verder naar Leuven en studeerde en behaalde in 1533 zijn doctoraat in de theologie aan de universiteit van Leuven als lid van het Collegium Trilingue. Hij was mee een voorvechter van de revolutie in wetenschappelijk onderzoek van zijn tijd met onderzoek op basis van eigen waarneming. Vanuit Leuven nam de Murça de aanpak, in 1530 al door hem aangeduid als “o método lovaniense” ('de Leuvense methode'), mee terug naar Portugal. Met zijn vriend Brás de Barros (1500-1559) ging Diogo de Murça in Portugal de opgedane kennis inzetten om het klooster in Penha Longa te hervormen. In 1543 werd hij vanuit het klooster benoemd tot rector van de universiteit van Coimbra. In Coimbra bracht hij de universiteit met de steun van koning Johan III de Vrome tot verdere bloei, en richtte er onder andere het Real Colégio das Artes e Humanidades op. Zijn mandaat liep tot 1555. De laatste jaren van zijn leven bracht hij door in het benedictijnenklooster van Refojos de Basto alwaar hij in 1561 overleed.